# NGC 1624
NGC 1624 là một cụm sao mở rất trẻ nằm trong chòm sao Anh Tiên bên trong một tinh vân phát xạ. Nó được phát hiện bởi nhà thiên văn học người Đức gốc Anh William Herschel vào năm 1790. NGC 1624 nằm ở khoảng 20.000 ly (6.000 pc) và các ước tính mới nhất cho tuổi đời dưới 4 triệu năm. Độ lớn biểu kiến là 11,8, và đường kính biểu kiến là khoảng 3,0 phút cung. Vị trí thiên thể của nó là thăng thiên phải (α) 04h 40m 36.0s  và giảm (δ) +50° 27′ 42″.
Theo phân loại của cụm sao mở của Robert Trumpler, cụm sao này chứa ít hơn 50 sao (chữ p) với nồng độ cao (I) và có cường độ được phân phối trong một khoảng trung bình (số 2). Chữ n ở cuối (I2pn) có nghĩa là cụm nằm trong một tinh vân.